# 金田憲明
 金田 憲明 (かねだ のりあき、9月27日 - ) は、日本の元スタントマン、元殺陣師、元俳優。

## 人物
愛称は「カネゴン」。
長野県阿南高等学校出身。
師は俳優の新堀和男。
東映アクションタレントクラブ4期生。かつては、Mプロジェクト、レッド・エンタテインメント・デリヴァーに所属していた。
『機動刑事ジバン』で共演した横山一敏は、金田について高く評価しており、立ち姿が格好良く、演技もしっかりしていたと述べている。横山は、自身が『特捜ロボ ジャンパーソン』で同様の主役ロボットを演じた際にも、『ジバン』での金田の力量の高さを実感したという。

## 出演

### 特撮テレビドラマ
- スーパー戦隊シリーズ
  - 超電子バイオマン（1984年〜1985年） - メッサージュウ[5]
  - 電撃戦隊チェンジマン（1985年〜1986年）
  - 超新星フラッシュマン（1986年〜1987年）
- メタルヒーローシリーズ
  - 巨獣特捜ジャスピオン（1985年〜1986年） - ジャスピオン[6]、ダイレオン[7]
  - 時空戦士スピルバン（1986年〜1987年） - スピルバン[8]
  - 超人機メタルダー（1987年〜1988年） - メタルダー[要出典]
  - 世界忍者戦ジライヤ（1988年〜1989年） - 鬼忍毒斎[9]、杉谷悪之坊[9]
  - 機動刑事ジバン（1989年〜1990年） - ジバン[10][4]
  - 特警ウインスペクター（1990年〜1991年） - バイクル[11][4]
- 仮面ライダーシリーズ
  - 仮面ライダーBLACK（1987年〜1988年）
  - 仮面ライダーBLACK RX（1988年〜1989年）
- 兄弟拳バイクロッサー（1985年〜1986年）

### 映画
- 仮面ライダーシリーズ（東映）
  - 仮面ライダースーパー1（1981年） - 仮面ライダーストロンガー[3]
  - 仮面ライダー世界に駆ける（1989年） - ロボライダー[12]